# Acanthermia regia
Acanthermia regia är en fjärilsart som beskrevs av William Schaus 1914. Acanthermia regia ingår i släktet Acanthermia och familjen nattflyn. Inga underarter finns listade i Catalogue of Life.